# Война на световете (филм, 2005)
Вижте пояснителната страница за други значения на Война на световете.
„Война на световете“ (на английски: War of the Worlds) е научнофантастичен филм от 2005 г., създаден по едноименния роман на Хърбърт Уелс, с участието на актьорите Дакота Фанинг и Том Круз. Режисиран е от Стивън Спилбърг. Световната му премиера се състои на 29 юни 2005 г.
Филмът е една от адаптациите по романа, като е предшестван от две филмови реализации, издадени също през 2005 година и първия филм по романа от 1953 година.

## Фон
„Войната на световете“ включва елементи не само от романа на Хърбърт Уелс, но също и от радиопиесата от 1938 г. и филма от 1953 г.
Както и в оригиналния роман, в който действието се води във и около Лондон, разказът се води от гледната точка на цивилните граждани въвлечени в конфликта. Докато романа описва преживяванията на самотен британски жулналист през късния 19 век, филмът „Война на световете“, според Стивън Спилбърг има претенциите да покаже войната „през очите на едно американско семейство борещо се да оцелее“. В адаптацията от 2005 г. действието се развива през ранния 21 век и както в радиопиесата, действието започва от Ню Джърси.

## Сюжет
Внимание:  Текстът по-долу разкрива сюжета на произведението (или части от него)!
Филмът започва с разказвач (гласът на Морган Фриймън), разкриващ че Земята е наблюдавана от извънземни с отличен интелект и никаква милост.
Историята започва с дока на Бруклин, където Роб Фериер (Том Круз) приключва със задълженията си като трета смяна сутринта. Неговата бивша жена Мери Ан (Миранда Ото) и нейния нов богат мъж Тим, оставят на Роб 10-годишната му дъщеря Рейчъл (Дакота Фанинг) и синът му в тийнейджърска възраст Роби (Джъстин Четуин). Двете деца остават при баща си в Байон, Ню Джърси, докато Мери и Тим гостуват на родителите на Мери в Бостън през уикенда. По-късно през деня Рей се събужда от дрямка и Рейчъл му казва, че Роби му е взел колата и е изчезнал нанякъде.
Рей излиза да търси буйния си син, но вниманието му е привлечено от масивен облак. От него започва да се пуска неколкократно електромагнитен импулс, който пада недалече от къщата на Рей. Електромагнитният импулс деактивира всякаква работеща електроника, включително колите, и оставя всички хора „заседнали“. Рей намира Роби и му казва да се погрижи за Рейчъл, докато той търси къде електромагнитният импулс е ударил земята. Рей също казва на автомонтьора Мани, негов приятел, да смени бобината на ремонтираната от него кола. Рей и много други хора откриват мистериозна студена дупка насред кръстовище, от която изкача тринога машина (трипод) и започва да превръща в пара всички хора, които застанат на нейния път. Рей избягва от тази сцена и се връща вкъщи. След като се запасяват с храна, Рей и децата му изостават къщата и открадват единствената работеща кола, тази на която Мани е сменил бобината.
Семейството стига до къщата на Тим, където се подслонява за през нощта. През нощта трипод сваля голям самолет, който се разбива в околността, където се намират Рей и децата му, и унищожава околните сгради. На сутринта Рей води кратък разговор с новинарски екип, който му показва видеоматериал за видяната от него „буря“. На забавен кадър жената в екипа му показва, как извънземното слиза с мълнията на земята, където е заровена трикраката му машина. Жената е убедена, че машините са заровени още преди появата на човечеството. След тази случка новинарския екип напуска околността. Рей и неговото семейство продължават пътя си към Бостън, докато тълпата не ги притиска и измъква от колата. Рей успява да се спаси от подивялата тълпата, както и децата си, но колата му е открадната от въоръжен човек. Семейството продължава пътя си пеша. Те достигат до река Хъдсън и успяват да хванат ферибота, когато три трипода се появяват на хоризонта. Фериботът потегля, но от реката изплува нов трипод, който обръща плавателния съд. Рей, Роби и Рейчъл успяват да се измъкнат с плуване до безопасно място.
По-късно, някъде в Масачузетс, военните се опитват да спрат машините на извънземните. Въпреки че, по триподите нямат никакви поражения, благодарение на заобикалящия ги щит, войската решата да се жертва, за да даде шанс на цивилните да избягат и оцелеят. Роби иска да е свидетел на битката и Рей го оставя, за да спаси Рейчъл от отвличане. Роби е разделен от Рей и Рейчъл, а бащата е изплашен до смърт.
Изведнъж насред бойното поле, местен жител предлага на Рей и Рейчъл подслон. Това е Харлан Огилви (Тим Робинс), който е загубил своето семейство заради извънземните. Всички започват да живеят в къщата, запасена добре с храна и питейна вода. Харлан иска да нападне извънземните, както те са ги нападнали, а Рей се опитва да осигури защита на дъщеря си. Всичко продължава относително спокойно, докато една сутрин Харлан изпада в паника, когато вижда разпростиращ се в околността на къщата мистериозен червен плевел, хранен с кръвта на хората.
Харлан е завладян от паника и започва бясно да копае тунел, през който да избяга. Рей се опасява, че шума, който вдига неговият домакин ще привлече извънземните към мястото, където те се намират. В името на безопасността на дъщеря си, а и на своята, Рей убива Харлан. По-късно Рей и Рейчъл заспиват, но са събудени от сонда, която ги открива във вътрешността на къщата. Рей атакува сондата с брадва, докато уплашената Рейчъл излиза от къщата.
Рей се опитва да намери Рейчъл, но е атакуван от трипод. Успява да намери временна сигурност в един камион, който започва да бъде подхвърлян нагоре-надолу от трипода. Изведнъж Рей вижда дъщеря си да е застанала неподвижно на земята и да крещи, когато триподът се отправя към нея. Когато Рей успява да се измъкне от камиона, той вижда, че дъщеря му е пленена от трипода. С помощта на открити гранати в едно разрушено Хъмви, Рей привлича вниманието на трипода и той също е пленен и поставен в клетка в горната част на трипода, където се намират други хора и дъщеря му. След като Рей успокоява изпадналата в шок Рейчъл, той е хванат от механизъм на извънземната машина, който по всяка вероятност има за цел да го поведе към сигурна смърт. Войник и останалите хора в клетката успяват да го измъкнат от механизма. След като групата успява да спаси Рей, се установява че той е пъхнал всичките гранати, намерени от него в Хъмвито, във вътрешността на трипода. Следва експлозия и клетката, в която се намира Рей, се откача от конструкцията на трипода и пада на земята и хората избягват.
След като са освободени, Рей и дъщеря му продължават пътя си към Бостън. Те откриват, че червения бурен, отглеждан от извънземните умира, както и че част от триподите не функционират. Рей открива също, че триподите вече нямат щит, когато вижда как птици са кацнали на един все още функциониращ. Накрая, Рей успява да стигне до къщата на родителите на бившата му съпруга, където се оказва, че се намират Мери, Тим, синът му Роби и бабата и дядото на децата му.
Филмът завършва с гласът на разказвача, който разкрива причината за краха на извънземните.